# Cryptanthus reptans
Cryptanthus reptans là một loài thực vật có hoa trong họ Bromeliaceae. Loài này được Leme & J.A.Siqueira mô tả khoa học đầu tiên năm 2007.